# Livorno
Livorno es una ciudad italiana situada en la Toscana, capital de la provincia homónima. En la actualidad constituye un centro industrial y puerto libre a orillas del Mediterráneo, con importante presencia de los sectores químico, con una refinería de petróleo, y metalúrgico.

## Toponimia
Antiguamente fue conocida en español como «Liorna», pero hoy se usa con más frecuencia la forma «Livorno».

## Historia

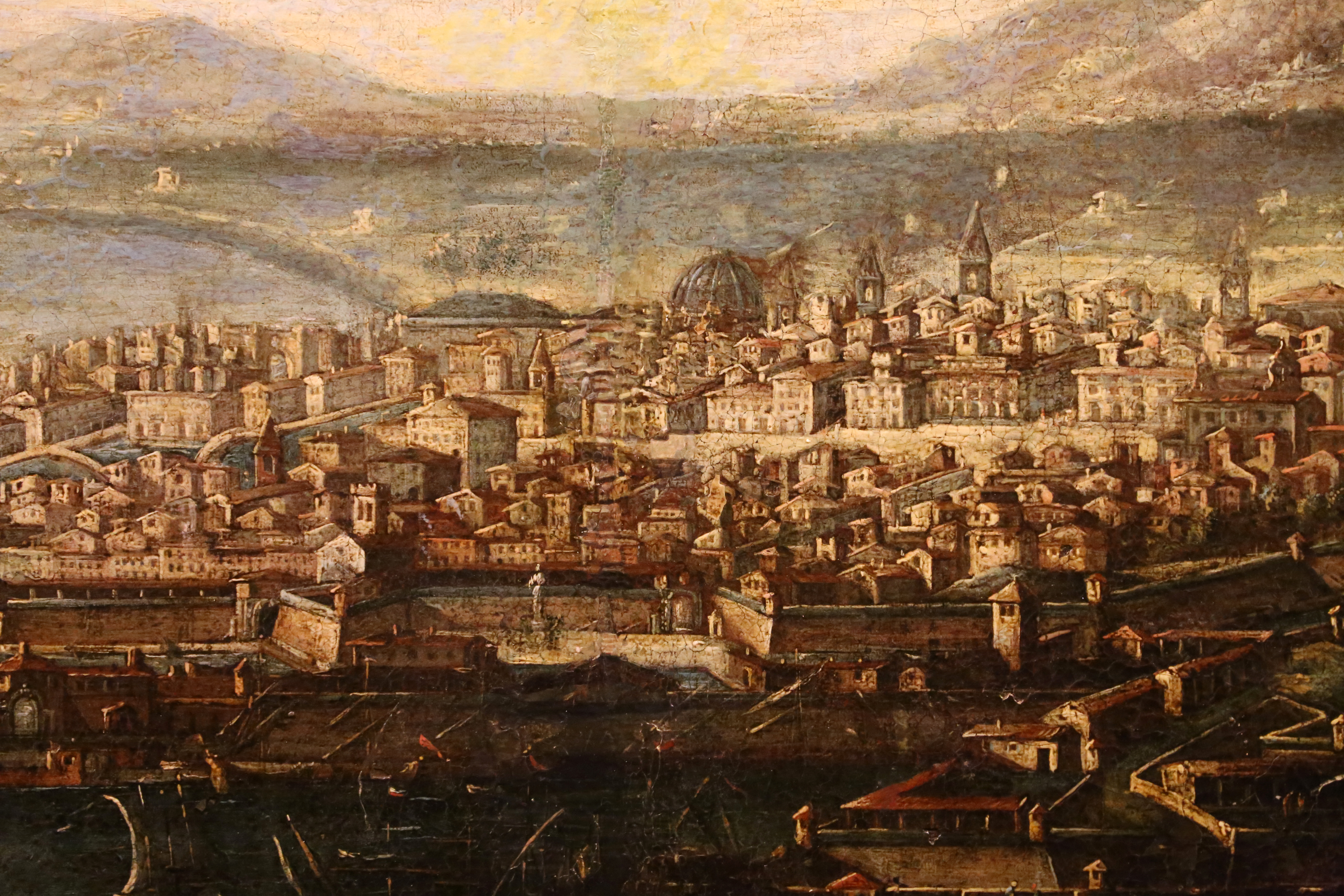
Vista de Livorno en el

Livorno nació como un pequeño pueblo de pescadores y fue fundada como verdadera ciudad en 1606 por el granduque de Toscana. La ciudad siempre ha sido abierta a los judíos, que florecieron aquí, y muchos livorneses famosos pertenecían a la judería de la ciudad, como Amedeo Modigliani y Elia Benamozegh. Fue un lugar importante bajo el amparo  de los Médici en el Renacimiento con importantes concesiones en el siglo XVI, Livorno creció durante el gobierno de Leopoldo II de Toscana en el siglo XVIII, el cual abrió la ciudad a los mercaderes y comerciantes extranjeros. Fernando I de Médici declaró la ciudad puerto franco en 1590, y esto duró hasta 1860, cuando la ciudad pasó a formar parte del Reino de Italia.
Entre las guerras mundiales, en Livorno fue fundado el Partido Comunista Italiano, en el 1921, tras la división de los socialistas. Durante la Segunda Guerra Mundial, Livorno recibió considerables daños, principalmente en su histórica catedral y sinagoga. Hospeda una academia naval fundada en 1881 a la que acuden jóvenes desde toda Italia y desde otros países. La ciudad es famosa por el caso periodístico de las “cabezas de Modigliani” (teste di Modigliani en italiano), un grupo de estatuas no auténticas, atribuidas a Modigliani, encontradas bajo los canales de la ciudad, que fueron creídas verdaderas por los mejores críticos durante meses.

## Lengua
En la ciudad se habla italiano aunque los habitantes de la misma hablan también una variante del toscano llamada vernacolo. Esta variante se caracteriza principalmente por la interjección dé, la cual tiene un amplio abanico de significados; normalmente es reconocible solo por el tono de pronunciación: un turista será fácilmente reconocible porque pronuncia dè, y esta no es la correcta pronunciación.
Existe un tebeo/revista satírica escrito principalmente en el dialecto livornés llamado Il Vernacoliere.

## Clima
El clima de la ciudad es de tipo mediterráneo, con veranos suaves debido a la brisa marina e inviernos también suaves. Las precipitaciones se concentran fundamentalmente en otoño y primavera. La máxima temperatura registrada en la ciudad es de 37 °C en 1983 y la mínima de -7 °C registrada en 1985.
| Mes                 | Ene | Feb | Mar | Abr | May | Jun | Jul | Ago | Sep | Oct | Nov | Dic | Año  |
| Promedio mayor (°C) | 11  | 12  | 15  | 17  | 21  | 25  | 29  | 28  | 26  | 21  | 16  | 12  | 19,4 |
| Promedio menor (°C) | 6   | 6   | 7   | 10  | 14  | 17  | 21  | 20  | 18  | 13  | 8   | 7   | 12,3 |
| Precipitación (mm)  | 59  | 64  | 64  | 69  | 59  | 39  | 15  | 29  | 70  | 90  | 95  | 75  | 728  |

## Demografía
En la ciudad residen según las estimaciones del año 2008 160 991 habitantes, de los cuales 7116 son extranjeros lo que equivale al 4.5 % de la población total. Las comunidades más extensas después de la italiana son la rumana y la albana con unos 1200 habitantes cada una.
| Gráfica de evolución demográfica de Livorno entre 1861 y 2019 |
|                                                               |
| Fuente: ISTAT                                                 |

## Monumentos destacados
- Monumento de los cuatro moros
- Iglesia de San Jorge (Livorno)

## Educación
En la ciudad hay numerosas escuelas públicas de primer y segundo nivel y escuelas privadas entre las que destacan las siguientes:
- Liceo Scientifico Statale "Federico Henríquez"
- Liceo Scientifico Statale Sperimentale "Francesco Cecioni"
- Instituto Técnico Industrial "Galileo Galilei"
- Instituto Estatal de Educación Superior "Niccolini - Palli"
- Instituto Técnico de Agrimensores "Bernardo Buontalenti"
- Instituto Técnico Comercial "Amerigo Vespucci"
- Instituto Católico "Sagrado Corazón"
- Instituto Técnico Náutico "Alfredo Cappellini"
- Instituto Profesional Com service y el turismo "Cristoforo Colombo"
- Instituto Profesional de Industria y Artesanía "Luigi Orlando"

## Ejército
La Brigada paracaidistas Folgore tiene su sede en la ciudad, además de haber una academia naval de la Marina Militare.

## Medios de comunicación
La ciudad cuenta, además de con todos los medios nacionales italianos, con medios de comunicación propios entre los que destacan los canales de televisión TVL Radiotelevisione Libera, Granducato TV y Teletirrenouno; las emisoras de radio Radio Rosa Livorno y Radio Caribbean FM 105.1, y publicaciones periódicas como Il Tirreno, Il Vernacoliere,  Corriere di Livorno y Senza Soste.

## Transporte
Existen conexiones por tren a las principales ciudades italianas, como Roma, Turín, Florencia, Génova, Nápoles o Milán, además de otras más cercanas como Pisa.

## Deporte

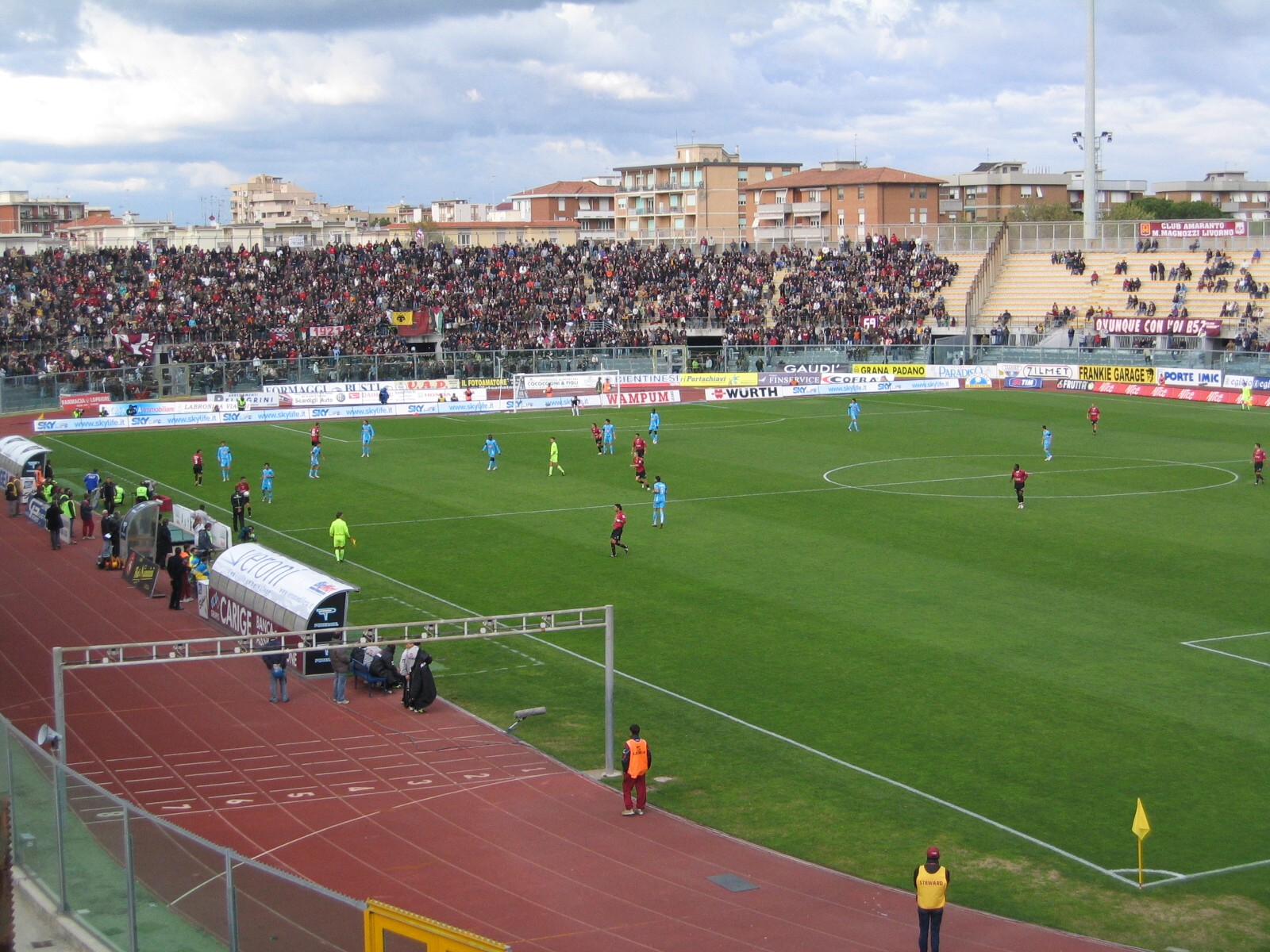
Vista del Estadio Armando Picchi en un día de partido.

| Equipo             | Deporte    | Competición              | Estadio                | Creación |
| ------------------ | ---------- | ------------------------ | ---------------------- | -------- |
| U. S. Livorno 1915 | Fútbol     | Serie C                  | Estadio Armando Picchi | 1915     |
| Rugby Livorno 1931 | Rugby      | Serie B                  | Stadio Carlo Montano   | 1931     |
| Basket Livorno     | Baloncesto | Serie A2                 | PalaLivorno            | 2009     |
| Baseball Livorno   | Béisbol    | Liga Italiana de Béisbol | Stadio Alfredo Sisi    | 1948     |

## Livorno en el cine
De todas estas películas se han rodado en su totalidad o simplemente algunas escenas en la ciudad. Están ordenadas por orden cronológico.
- Ben-Hur
- Avorio nero
- Il pirata sono io
- È sbarcato un marinaio
- Calafuria
- Tombolo, paradiso nero
- Senza pietà
- Cuori sul mare
- Il cielo è rosso
- Tragico ritorno
- Enrico Caruso
- Imbarco a mezzanotte
- Pellegrini d'amore
- Ragazze al mare
- Il canto dell'emigrante
- Le notti bianche
- Esterina
- Labbra rosse
- Tutti a casa
- Il sorpasso
- I sequestrati di Altona
- Mare matto
- Escalation
- Senza sapere niente di lei
- L'assoluto naturale
- La moglie del prete
- Giorni d'amore sul filo di una lama
- Quell'amore particolare
- Teresa la ladra
- Il baco da seta
- Il sergente Rompiglioni diventa... caporale
- Il vizio di famiglia
- Oh, mia bella matrigna
- Sfida sul fondo
- La regia è finita
- Per questa notte
- D'improvviso al terzo piano
- L'insegnante al mare con tutta la classe
- Lo chiamavano Bulldozer
- Viaggio con Anita
- I giorni cantati
- Ricchi, ricchissimi, prácticamente in mutande
- Bomber
- Il ritorno di Black Stallion
- È arrivato mio fratello
- Carabinieri si nasce
- Figlio mio infinitamente caro
- Good morning Babilonia
- Mak pigreco 100
- Un'anima divisa in due
- Bonus malus
- La bella vita
- Ovosodo
- Baci e abbracci
- Il talento di Mr. Ripley
- Senza paura
- Il diario di Matilde Manzoni
- B.B. e il cormorano
- L'amore ritrovato
- 13dici a tavola
- Una moglie bellissima
- Non c'è più niente da fare
- La prima cosa bella

## Ciudades hermanadas
Livorno está hermanada con las siguientes ciudades:
- Bat Yam (Israel)
- Guadalajara (España)[4]
- Hai Phong (Vietnam)
- Novorossiysk (Rusia)